# Junonia neildi
Junonia neildi is een vlindersoort uit de familie van de Nymphalidae. De wetenschappelijke naam van de soort werd in 2004 gepubliceerd door Christian Brévignon. De spanwijdte bedraagt 55 tot 63 millimeter.

## Verspreiding
De soort komt voor in Texas, Midden-Amerika en in de Caraïben. In Cuba is de soort algemeen aan de kust op plaatsen waar de waardplant aanwezig is.

## Nectarplanten
In Cuba bezoekt de vlinder Stachytarpheta.

## Waardplanten
In Cuba leeft de rups op Avicennia germinans.